# Vít Sázavský
Vít Sázavský (* 15. května 1958, Praha) je český kytarista, violista a hudební aranžér.
Koncem 70. let 20. století působil v písničkářském duu se Zdeňkem Vřešťálem, po seznámení se Zuzanou Navarovou založili skupinu Nerez.
V roce 1988 napsal se Zuzanou Navarovou hudbu k animovanému filmu Michaely Pavlátové Křížovka.
Zpívá také na CD Morytáty a balady (1992) a hostuje na albu Zuzany Navarové Caribe (1992).
Po rozpadu kapely Nerez aranžoval většinu písní na albu Divné století Jaromíra Nohavici (1996), se kterým spolupracuje dodnes. Hrál v doprovodné Kapele (živé album Jaromír Nohavica a Kapela – Koncert 1998), ze které později vznikla kapela Neřež, ve které hraje dodnes, a aranžoval písně i na dalších Nohavicových albech – Moje smutné srdce (2000) a Babylon (2003).
Spolu se Zdeňkem Vřešťálem produkoval album Podívej Marie Rottrové (2001).
S Jiřím Sedláčkem produkoval sampler určený převážně pro děti Havěť všelijaká (2005) i jeho pokračování. Podepsaný je i pod obdobným projektem Sloni v porcelánu (1999).
Aranžoval také písně Martiny Trchové při nahrávání alba Čerstvě natřeno (2005) a produkoval album Jana Budaře Uletěl orlovi (2006).
V roce 2008 mu k 50. narozeninám vyšlo kompilační album Nerez–Neřež 1982–2007.
Vít Sázavský je od r. 1998 též vrcholovým hráčem scrabblu, každoročně se (s výjimkou r. 2010, k 13. 8. 2012) kvalifikoval na mistrovství republiky, kde se v roce 2007 umístil na pátém místě z dvaatřiceti kvalifikovaných a v letech 1999–2000 z téhož počtu kvalifikovaných na devátém.[zdroj?]

## Diskografie
- Morytáty a balady (Bonton, 1993, společně se Zuzanou Navarovou, Janem Nedvědem a Vlastimilem Peškou) [1]
- Hudba bez bariér (1996), hudební dramaturgie a režie
- Sloni v porcelánu (Monitor-EMI, 1999)
- Havěť všelijaká (Indies Records, 2005) [2][3]
- Nerez–Neřež 1982–2007 [4]